# Бек, Генрих Валентин
Генрих Валентин Бек (нем. Heinrich Valentin Beck; 4 апреля 1698, Маар, ныне в составе Лаутербаха — 15 апреля 1758, Франкфурт-на-Майне) — немецкий композитор и музыкальный педагог.
С 1718 г. кантор в Лаутербахе, затем в 1734—1737 гг. в Ханау. С 1738 г. жил и работал во Франкфурте, где пользовался покровительством бургомистра Иоганна Фридриха фон Уффенбаха. Композиторское наследие Бека включает, в основном, церковные кантаты. Дирижёр Бодо Вольф, защитивший в 1911 году диссертацию о Беке, пытался в 1910-20-х гг. вернуть их в репертуар. Однако в настоящее время Бек обычно упоминается в связи с тем, что он давал уроки игры на клавире фрау Гёте, матери Иоганна Вольфганга Гёте.